# Dechový nástroj

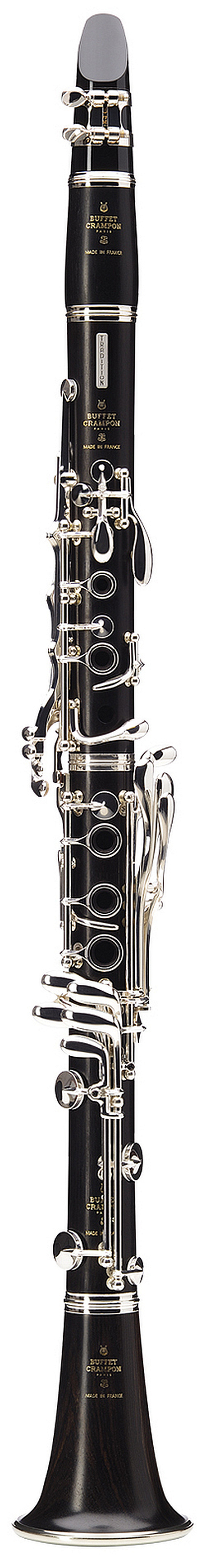
Klarinet

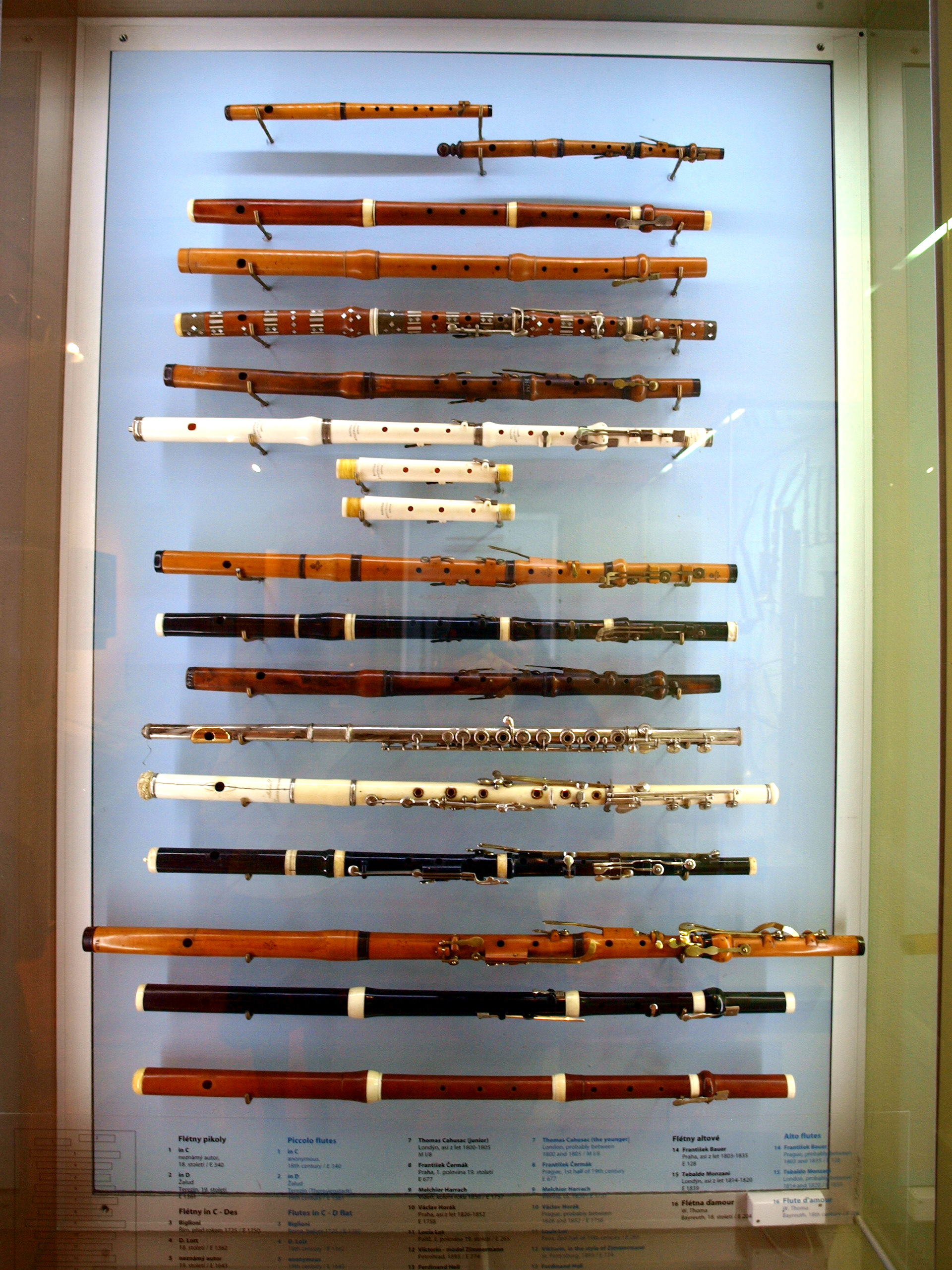
Historické flétny a píšťaly v expozici aerofonů, dechových nástrojů v Českém muzeu hudby v Praze.

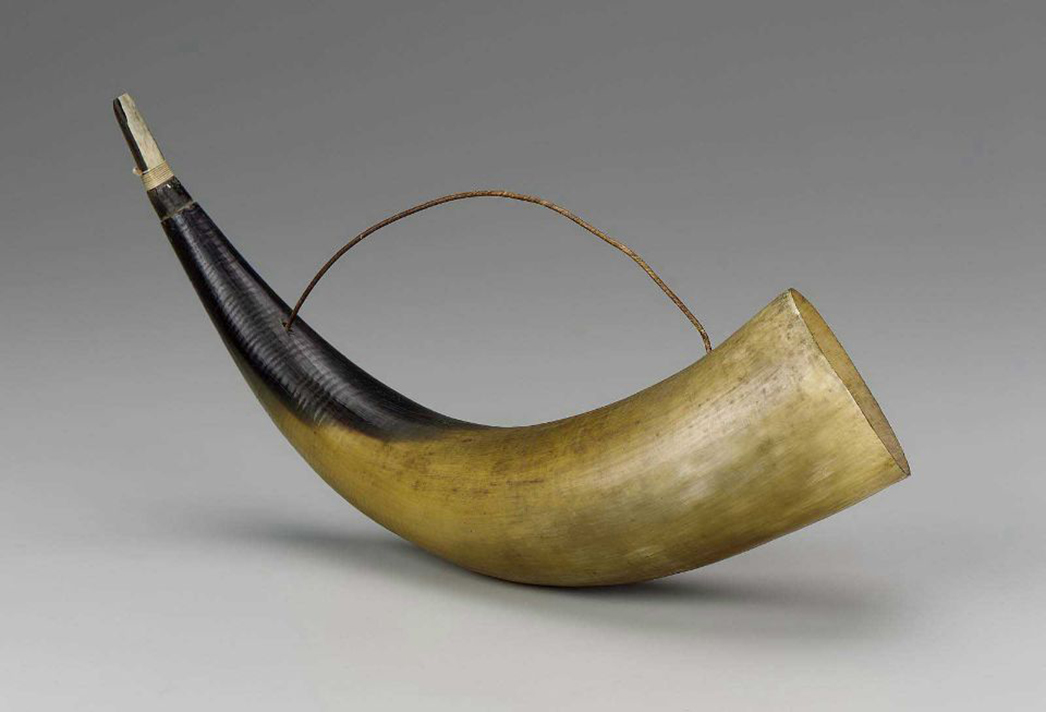
Erke

Dechový hudební nástroj je aerofon, u něhož je vzduch rozechvíván hráčovým dechem.

## Typy nástrojů
Dechové nástroje se dělí do dvou hlavních kategorií:
- Nástroje dřevěné
- Nástroje žesťové

## Klasifikace
Podle Sachs-Hornbostelova systému se dechové nástroje dělí podle způsobu tvoření tónů na dřevěné, žesťové (plechové) a jazýčkové, tedy podle způsobu tvorby tónu, či druhu nátrubku:
- hranové nebo retné nástroje (se vzduchovou hranou): flétny, píšťaly varhan, okarína
- nástroje jednoplátkové: klarinety, saxofony, dudy
- nástroje dvouplátkové (se strojkem): šalmaje, hoboje, fagoty, anglický roh atd.
- nástroje s kovovým nálevkovým, pohárkovým nebo kotlíkovitým náustkem, u nichž zvuk vzniká chvěním rtů hráče: žesťové nástroje, cink, alpský roh
- nástroje s přefukovaným jazýčkem (pokud jsou spojeny se vzduchovým sloupcem, jinak se jedná o volné aerofony), např. foukací či tahací harmonika,

Označení skupin vychází z původně používaných materiálů, nástroje jsou však do skupin zařazovány podle konstrukce. Mezi dřevěné nástroje tak patří např. příčná flétna či saxofony, vyráběné nejčastěji z kovu.